# Elle Armit
Elle Susan Armit, född 20 augusti 1991 i Townsville i Queensland, är en australisk vattenpolospelare. Hon ingick i Australiens damlandslag i vattenpolo vid olympiska sommarspelen 2020 och 2024.
Armit tog VM-brons i Gwangju 2019 och sedan debuterade hon i OS-sammanhang i Tokyo i den på grund av covid-19 till 2021 uppskjutna OS-turneringen där Australien var femma. Därefter blev det OS-silver i damernas turnering i vattenpolo vid olympiska sommarspelen 2024.